# Боярин (гора)
Боярин (другое название — Короткан) — гора в центральной части массива Горганы (Украинские Карпаты). Расположенная на юге Ивано-Франковского района Ивано-Франковской области.
Высота 1679 м (по другим данным — 1675,4 м). Гора массивная, имеет овальную форму, простирается с востока на запад, где пологой перемычкой соединяется с горой Негрова (1604 м). Состоит из песчаников. Северные склоны расчленены притоками реки Быстрицы Солотвинской, южные — притоками Быстрицы Надворнянской. Средняя и привершинная часть горы покрыта каменными россыпями и осыпищами. Нижняя часть склонов поросла смешанным и хвойным лесом.
С вершины видны хребты: Сивуля (на северо-западе), Станимир (на востоке), Тавпиширка (на юге). К западу от горы расположен обрыв Урвище Пекло, на юг — гора Окопи (1243,9 м).